# 1988 à la télévision
| Années de la télévision : 1985 - 1986 - 1987 - 1988 - 1989 - 1990 - 1991    |
| Décennies de la télévision : 1950 - 1960 - 1970 - 1980 - 1990 - 2000 - 2010 |

Cet article présente les faits marquants de l'année 1988 à la télévision.

## Évènements
- Animation innovante de la présidentielle 1988 sur FR3 : Quelques secondes avant 20 heures, les visages des deux candidats apparaissent sur un fond "point d'interrogation", puis les scores s'affichent, donnant François Mitterrand réélu avec 54,1 % des voix.
- RTL Plus déménage son siège à Cologne en Allemagne afin d'obtenir du gouvernement allemand des fréquences hertziennes pour la diffusion de la chaîne sur tout le territoire fédéral. Elle perd alors son statut luxembourgeois et devient pleinement une chaîne allemande.
- Inauguration et lancement, à l’initiative de la municipalité d’Angers, le 16 décembre 1988 de la télévision locale TV 10 Angers, diffusée sur le réseau câblé d’Angers, de Saint-Barthélemy-d'Anjou de Beaucouzé et d'Écouflant, une des premières chaînes de télévision locale de France.
- Février : lancement de la chaîne TV Sport la première chaîne de télévision sportive en France ;
- 1er août : création de Planète Cable la première chaîne de télévision documentaire en France.
- 1er septembre : Lancement de MétéoMédia et WeatherNow, devenant le 2e chaîne de télévision spécialisée en météorologie au monde ;
- Septembre : la premières chaînes française du cinéma Ciné-Folies sont créées ;

## Émissions
- 17 mars : Dernière émission de Le Monde en face (émission de télévision) sur TF1.
- Animalia (Antenne 2)
- Les Arènes de l'info (Canal+)
- Lunettes noires (Antenne 2)
- Questions Pour Un Champion (FR3)
- Ushuaia (TF1)
- 29 juin : Dernière émission de Récré A2 sur Antenne 2.

## Séries télévisées
- 11 septembre - Vivement lundi ! diffusé le Dimanche soir
- 2 mars - Dragon Ball (série télévisée d'animation) première diffusion en France sur la chaîne TF1 dans l'émission du Club Dorothée.
- 6 avril : Première diffusion de la série Les Chevaliers du zodiaque en France sur TF1 dans l'émission du Club Dorothée.
- 17 septembre : Première diffusion de Garfield et ses amis sur CBS.

## Feuilletons télévisés
- 8 février : Première diffusion de Amoureusement vôtre en France sur Antenne 2.

Côte-Ouest est suivi en France.

## Distinctions

### Sept d'or(France)
- Meilleur comédien : Jacques Dufilho (Une femme innocente)
- Meilleure comédienne : Anny Duperey (Un château au soleil)
- Meilleur réalisateur de direct : Françoise Boulain (Champs-Élysées)
- Meilleur technicien photo : Charlie Gaëta
- Meilleur animateur : Anne Sinclair & Antoine de Caunes.
- Meilleur technicien décor : Claude Lenoir
- Meilleure émission de variétés : Le bébête show
- Meilleur technicien montage : Jean-Claude Fourche
- Meilleur auteur : Robert Merle, Bernard Revon (L'île)
- Meilleure speakerine : Marie-Ange Nardi
- Meilleur journaliste sportif : Gérard Holtz (Samedi Passion)
- Meilleure émission pour la jeunesse : Il était une fois... la vie
- Meilleur journaliste ou reporter : Bernard Rapp
- Meilleur téléfilm : Serge Moati (La Croisade des enfants)
- Meilleur présentateur du journal télévisé : Bruno Masure

## Principales naissances
- 7 janvier : Robert Sheehan, acteur irlandais.
- 29 janvier : Kelyan Blanc, comédien de doublage français.
- 27 juin : Alanna Masterson, actrice américaine.
- 8 juillet : Fanny Agostini, journaliste, présentatrice TV française.
- 5 septembre :  Emmy Raver-Lampman, actrice américaine.
- 8 septembre : E. J. Bonilla, acteur américain.
- 17 septembre : Ritu Arya, actrice britannique.
- 25 septembre : Elsa Esnoult, chanteuse et actrice française.
- 4 octobre : Melissa Benoist, actrice américaine.
- 24 novembre : Ayem Nour, animatrice de télévision française.
- 1er décembre : Nadia Hilker, actrice américaine.

## Principaux décès
- 11 juin : Christine Fabréga, actrice et animatrice de radio et de télévision française (° 8 avril 1931).
- 25 juillet : Claude Loursais, né Claude Croutelle, réalisateur, scénariste et producteur de la télévision française, ainsi que pionnier de la télévision française (° 18 novembre 1919).